# Breitflügel-Graseule
Die Breitflügel-Graseule (Mythimna pudorina), zuweilen auch als Moorwiesen-Weißadereule bezeichnet,  ist ein Schmetterling (Nachtfalter) aus der Familie der Eulenfalter (Noctuidae).

## Beschreibung

### Falter
Die Flügelspannweite der Falter beträgt 35 bis 43 Millimeter. Die Vorderflügel sind relativ breit. Ihre Oberseite variiert in rötlich grauen, ockergrauen oder weißgrauen Farben. Zuweilen ist eine schwache schwärzliche Überstäubung vorhanden, jedoch fehlen dunkle Saumpunkte. Makel und Querlinien fehlen ebenfalls. Die Adern sind blass weißlich. Die Hinterflügeloberseite ist zeichnungslos und entspricht farblich den Vorderflügeln.
Zur sicheren Unterscheidung von ähnlichen Mythimna-Arten ist eine genitalmorphologische Untersuchung anzuraten.

### Raupe
Ausgewachsene Raupen haben eine graugelbe Farbe, eine helle, dunkel eingefasste Rückenlinie, dunkelbraune, nach unten hell begrenzte breite dunkelbraune Nebenrückenlinien sowie mehrere schmale bräunliche bis rötliche Seitenstreifen. Die Stigmen sind schwarz.

### Puppe
Am Kremaster der rotbraunen schlanken Puppe befinden sich zwei lange Spitzen.

## Verbreitung und Lebensraum
Die Breitflügel-Graseule kommt in der Gemäßigten Zone Mitteleuropas verbreitet vor. Das Verbreitungsgebiet erstreckt sich Richtung Osten durch die Mitte Asiens bis nach Korea und Japan. Sie lebt bevorzugt auf buschigen Feuchtwiesen sowie in Mooren, Sümpfen, Bruchwäldern und Ufergebieten. Im höheren Bergland fehlt sie.

## Lebensweise
Die Art bildet eine Generation pro Jahr, die von Mai bis Anfang August anzutreffen ist. Die Falter wurden saugend an Flatter-Binse (Juncus effusus) beobachtet, fliegen künstliche Lichtquellen an und erscheinen an Ködern. Nahrungspflanzen der Raupen sind verschiedene Gräser, beispielsweise Seggen (Carex) und Schilfrohre (Phragmites). Die Art überwintert als Raupe.

## Gefährdung
Die Breitflügel-Graseule kommt in den deutschen Bundesländern in unterschiedlicher Häufigkeit vor und wird auf der Roten Liste gefährdeter Arten als „nicht gefährdet“ geführt.